# Turks- és Caicos-szigetek
A Turks- és Caicos-szigetek (IPA: [tɜrks] és [keɪkəs]) Kuba mellett található szigetek, amely az Egyesült Királyság tengerentúli területe. 30 nagyobb korallszigetből (6 lakott) és számtalan apró szirtből áll. A legmagasabb pont a 49 m-es Blue Hills.
A szigetcsoport 2012 óta a világörökség javaslati listáján szerepel.

## Története

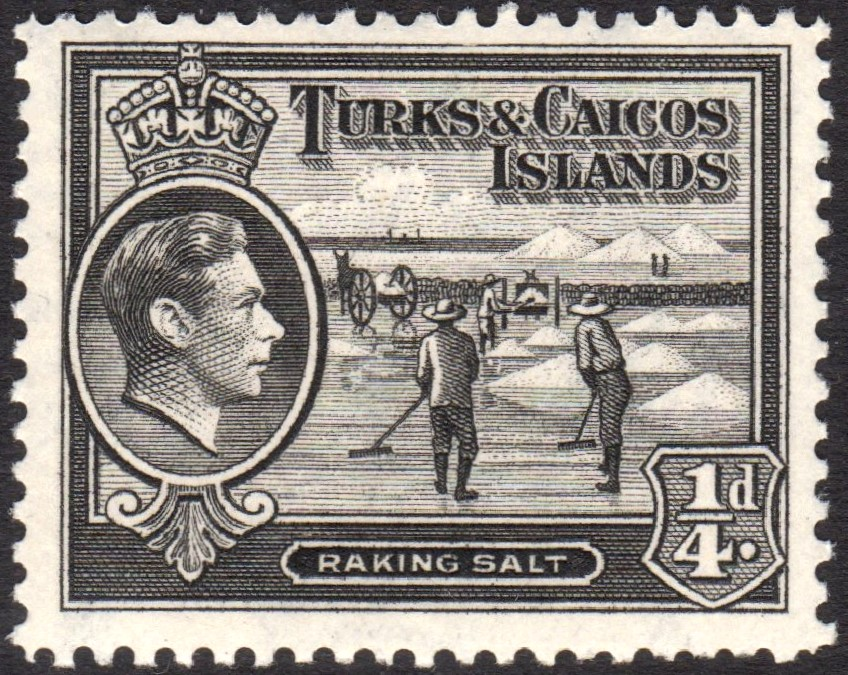
Turks- és Caicos-szigetek, 1938-as 1/4 pennys postabélyege, VI. György király portréjával és tengeri só előállításának ábrázolásával.

Felfedezését Juan Ponce de León spanyol hajósnak tulajdonítják, aki 1512-ben járt a szigeteken. Mások azonban úgy vélik, hogy Kolumbusz Kristóf első útja során, 1492-ben ide is eljutott. A hosszú ideig tartó spanyol és francia rivalizálás után az első telepesek az angolok voltak, akik a Bahama-szigetekről költöztek át a lakatlan szigetekre 1678-ban. Eredetileg Jamaicához tartozott a terület, 1962 óta önálló brit külbirtok. 1959-ben önkormányzatot kapott, majd 1976-ban tovább szélesítették az autonómiát. Területének egy részét bérbe adták az amerikaiaknak, akik a Nagy-Turk-szigeten rakétamegfigyelő, valamint haditengerészeti bázist tartanak fenn, a Déli-Caicos-szigeten pedig az amerikai parti őrség egységei állomásoznak.
1980-ban a Demokratikus Népi Mozgalom nevű párt került kormányra, amely napirendre tűzte a sziget függetlenségét. A brit kormány ezt ahhoz a feltételhez kötötte, ha a párt az 1982-es választásokon is nyer. A választást a mozgalom elvesztette a maradáspárti Progresszív Nemzeti Párttal szemben. 1985-ben azonban a Progresszív Párt nagy botrányba keveredett, amikor Norman Saunders minisztert az Egyesült Államokban droghasználattal hozták összefüggésbe. Jóllehet a párt az 1986-os választásokon is győzött, de az új miniszter, Nathaniel Francis gyújtogatásos bűncselekmény miatt lett elmarasztalva, ezért a szigeteket egy tanácsadó testületnek kellett irányítania az 1988-as választásokig. Ekkor azonban a Progresszív Nemzeti Párt újabb, ezúttal elsöprő győzelmet aratott, amely több mint másfél évtizedre elnyomta a függetlenség kérdését.
A többi brit tengerentúli területhez hasonló nagy fokú önállóságot élvezett, az Egyesült Királyság gyakorlatilag csak a külügyeket és a honvédelmet intézte. 2006-ban a függetlenség újból napirendre került, köszönhetően az immár Michael Misick vezette Progresszív Párt pálfordulásának. Ez azonban igen hamar megingott, mert 2008-ban korrupciós botrány tört ki, mely szinte az egész területi vezetést érintette. A botrány miatt 2009 márciusában a brit kormány felfüggesztette a helyi alkotmányt és elmozdította a választott testületeket, minden hatalmat átadva a brit kormány által kinevezett kormányzónak, aki addig csupán reprezentatív funkciót töltött be. A rendelkezés két évig volt érvényben. A gyakorlatban a terület státusza ideiglenesen koronagyarmat volt, helyi önkormányzati jogok nélkül. 2012-ben új választások révén új kormány alakult és új alkotmányt fogadtak el, így a sziget visszanyerte belső önrendelkezését. 2016 óta ismét a Népi Demokratikus mozgalom vezeti a szigeteket.

## Gazdasága
A megművelt területeken belső fogyasztásra kukoricát, babot, trópusi gyümölcsöket és zöldségféléket termesztenek.
Szerény kivitelre a halászat, langusztafogás, kagyló- és szivacsgyűjtés, valamint a sólepárlás termékei kerülnek.
Jelentős bevételt hoz az idegenforgalom, valamint az offshore banki szolgáltatás.
A közszükségleti cikkek jelentős részét importálják, fő kereskedelmi és idegenforgalmi partnere az Amerikai Egyesült Államok.

## Nyelv
A szigeteken a hivatalos nyelv az angol, de kreolul és spanyolul is beszélnek.

## Népesség
A szigeten többségben vannak a mulattok (feketék és fehérek keverékei). Élnek még feketék és egyéb más származású népcsoportok.
| Lakosok száma | 5724 | 5629 | 5924 | 7057 | 9097 | 12 205 | 16 527 | 23 412 | 30 247 | 44 542 |
|               | 1960 | 1966 | 1972 | 1978 | 1984 | 1991   | 1997   | 2003   | 2009   | 2020   |

## Vallások
A lakosság 40%-a baptista. A metodista vallást a szigetek 16%-a gyakorolja. Anglikán vallású 18%-a a szigetek lakossága. A maradék 26% egyéb protestáns. A katolikusok számára a Turks- és Caicos-szigeteki önálló missziót alapították meg.

## Közlekedés
- Közutak hossza: 121 km
- Repülőterek száma: 5
- Kikötők száma: 2

## Turizmus

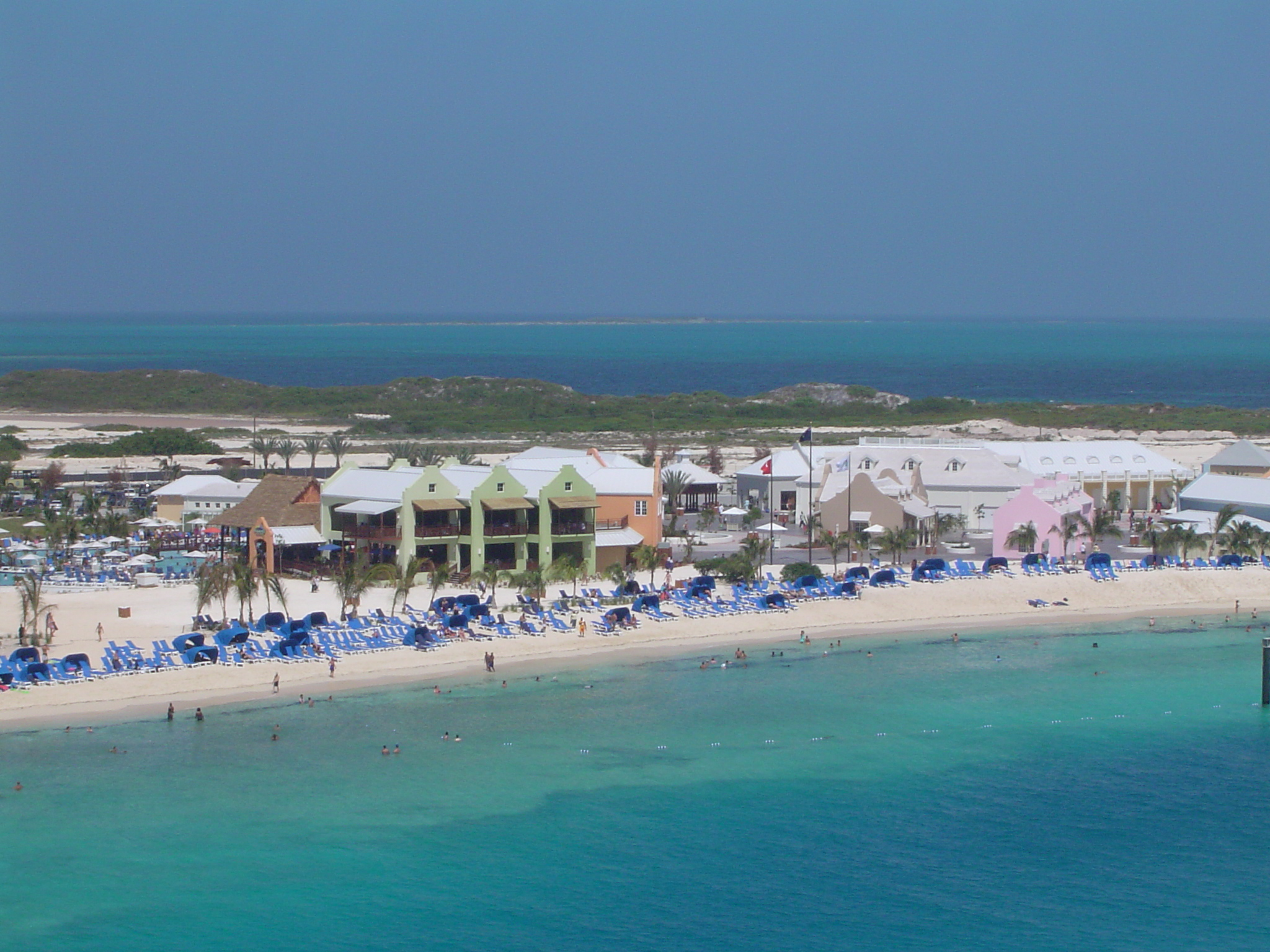
A tengerpart egy képe Grand Turk szigetén

Kötelező oltás, ha fertőzött országból érkezik/országon át utazik valaki:
- Sárgaláz

## Sport
Bővebben: Turks- és Caicos-szigeteki labdarúgó-válogatott
2012. július 13-án Williams Delano junior világbajnok lett 200 méteres síkfutásban.

## Kultúra

### Gasztronómia
A szigetek kulináris hagyományai erős sokszínűséget tükröznek, mivel jelen vannak itt tainó, bahamai tainó (lucayan), afrikai, jamaicai, hispaniolai és bahamai hatások is.
Reggelire gyakran esznek főtt halat búzadarával. Mind a halat, mind a darát külön szolgálják fel. Az alapanyaga fehérhúsú hal. A Johnny cook egy könnyű kis rágcsálnivaló, amit kukoricalisztből csinálnak só és víz hozzáadásával, serpenyőben kisütve. Általában halakhoz, esetleg szendvicsekhez eszik.
Gyakori alapanyag a tengeri szárnyascsiga, amely a szigeteken rántva a legnépszerűbb salátával és búzadarával tálalva. Gyakori fogás az éttermekben a tarisznyarák rizzsel. Léteznek továbbá különféle rákkal készülő ételek kukoricadara kíséretében. Az utóbbi időben megnőtt a tűzhal fogyasztása, amelynek oka a faj túlzott elszaporodása, s emiatt még a hatóságok is ösztönzik a lakosságot a tűzhal halászatára és fogyasztására.
Népszerű ételek még a grillezett homár, a rizs vesebabbal vagy galambborsóval valamint egy kókusztejből, kagylóból és fűszerekből készült krémleves.